# Nick Cushing
Nick Cushing (Chester, 1984. november 9. –) angol labdarúgóedző.

## Edzői pályafutása
Cushing az angliai Chester városában született.
2013 és 2020 között a Manchester City női csapatának az edzője volt. 2016-ban megnyert a csapattal a bajnokságot, majd 2017-ben a kupát is. 2016-ban az Év Edzőjévé választották. 2022. június 13-án, Ronny Deilat váltva az észak-amerikai első osztályban szereplő New York City vezetőedzője lett. A 2022-es szezont a 3. helyen zárták a Keleti Főcsoportban, majd az egyenes kieséses szakaszban egészen az elődöntőig jutottak, ahol a Philadelphia Union búcsúztatta őket.

## Edzői statisztika
| Csapat                                    | Nemzet                    | –tól              | –ig                | Mérkőzések | Mérkőzések | Mérkőzések | Mérkőzések | Mérkőzések |
| Csapat                                    | Nemzet                    | –tól              | –ig                | M          | Gy         | V          | D          | Gy %       |
| ----------------------------------------- | ------------------------- | ----------------- | ------------------ | ---------- | ---------- | ---------- | ---------- | ---------- |
| Manchester City (női csapat)              | Anglia                    | 2013. március 11. | 2020. január 8.    | 186        | 135        | 21         | 30         | 72,6       |
| New York City                             | Amerikai Egyesült Államok | 2022. június 13.  | 2024. november 26. | 105        | 36         | 31         | 38         | 34,3       |
| Manchester City (női csapat) (ideiglenes) | Anglia                    | 2025. március 10. | jelenleg is        | 7          | 2          | 1          | 4          | 28,6       |
| Összesen                                  | Összesen                  | Összesen          | Összesen           | 298        | 173        | 53         | 72         | 58,1       |

## Sikerei, díjai
Manchester City (női csapat)
- Women's Super League
  - Bajnok (1): 2016

- FA Women's Cup
  - Győztes (1): 2016–17

- FA Women's League Cup
  - Győztes (2): 2014, 2016

Egyéni
- FA Women's – Az Év Edzője: 2016